# 王曙 (宋朝)
王曙（963年—1034年），字晦叔，河南人。
太宗淳化三年進士，初授鞏縣主簿，改調定國軍節度推官。真宗咸平年間舉賢良方正，授著作佐郎，曾預修《冊府元龜》，出京任定海知县，再迁太常丞。大中祥符六年（1013年）十一月，以右谏议大夫权知开封府。明道二年九月，代钱惟演任西京官职，服膺欧阳修。天禧四年因岳父寇準罷相，出知汝州。乾興元年，再貶郢州團練副使。景祐元年（1034年）加同平章事，不久卒。謚文康。著有《群牧故事》。